# Кейпвелл, Софи
Софи Кейпвелл (англ. Sophie Capewell; род. 4 сентября 1998, Личфилд, Западный Мидленд) — британская профессиональная трековая велогонщица. Чемпионка летних Олимпийских играх 2024 года в командном спринте.

## Биография
Кейпвелл выросла в графстве Стаффордшир. Её отец, Найджел Кейпвелл, представлял Великобританию на Паралимпийских играх 1996 года в Атланте и Паралимпийских играх 2000 года в Сиднее. Окончила Connell Sixth Form College.
Кейпвелл участвовала в спринте на чемпионате мира по трековому велоспорту 2020 года в Берлине. Затем Кейпвелл завоевала бронзу в командном спринте на Чемпионате мира 2021 года в Рубе.
В 2022 году Кейпвелл была отобрана в сборную Англии для участия в Играх Содружества. Несмотря на победу в первой гонке из трёх, Кейпвелл проиграла в финале спринта Эмме Финукейн из Уэльса, заняв четвёртое место. Однако на следующий день она вернулась и завоевала бронзу в гонке на 500 м. Впоследствии она завоевала серебряную медаль в кейрине, которую посвятила своему отцу Найджелу, умершему в октябре 2021 года.
В 2024 году она во второй раз чемпионкой Великобритании по трековому велоспорту 2024 года. На летних Олимпийских играх 2024 года Кейпвелл выиграла золотую медаль в командном спринте вместе с Эммой Финукейн и Кэти Марчант. В ходе соревнований команда трижды побила мировой рекорд, установив в итоге в финале новый рекорд — 45,186 секунды.

## Награды
- Член ордена Британской империи (2024)[13].